# اچ‌ام‌اس ادگار (۱۸۹۰)
اچ‌ام‌اس ادگار (۱۸۹۰) (به انگلیسی: HMS Edgar (1890)) یک کشتی بود که طول آن ۳۸۷٫۵ فوت (۱۱۸٫۱ متر) بود. این کشتی در سال ۱۸۹۰ ساخته شد.